# Hoploscopa metacrossa
Hoploscopa metacrossa is een vlinder uit de familie van de grasmotten (Crambidae), uit de onderfamilie van de Hoploscopinae. De wetenschappelijke naam van deze soort is voor het eerst gepubliceerd in 1917 door George Francis Hampson.
De voorvleugellengte varieert van 9 tot 10 millimeter.
De soort komt voor in Indonesië (West-Papoea) en Papoea-Nieuw-Guinea (Morobe) tussen 600 en 1200 meter.